# Inconscients
Inconscients (títol original en castellà Inconscientes) és una coproducció europea del 2004 escrita i dirigida pel català Joaquim Oristrell, ambientada a la Barcelona de començaments de segle xx.

## Argument
1913. Alma és una dona molt moderna; és filla del neurocirurgià doctor Mira, i està casada amb el doctor León Pardo, psiquiatre. Aquest ha conegut a Viena el doctor Sigmund Freud i les seves teories sobre la histèria i la sexualitat, i s'ha posat a la seva disposició.
Un dia torna a casa i el seu marit fa les maletes per marxar, disposat a desaparèixer i deixar-la sola, en saber que ella està embarassada. El també psiquiatre Salvador, casat amb la germana d'Alba, està enamorat de la seva cunyada, i s'ofereix a ajudar-la a intentar trobar León.
L'única pista que tenen és un manuscrit sobre la histèria i la sexualitat femenina basat en quatre pacients; seguint aquests senyals emprenen una aventura on s'entrellacen la hipnosi, l'amor, el perill, i inimaginables tabús.

## Repartiment
- Leonor Watling: Alma
- Luis Tosar: Salvador
- Àlex Brendemühl: Dr. León Pardo
- Mercè Sampietro: Sra. Mingarro
- Núria Prims: Olivia
- Juanjo Puigcorbé: Dr. Mira, pare de l'Alma
- Rosa Maria Sardà: (veu)
- Ana Rayo: Tórtola
- Marieta Orozco: Violeta
- Dolo Beltrán
- Mònica Van Campen
- Albert Dueso
- María Esteve
- Mia Esteve
- Ferran Rañé

## Premis
- Va guanyar quatre Premis Barcelona de cinema: al millor guió, millor actor (Juanjo Puigcorbé), millor pel·lícula, i millor director. També tenia quatre nominacions més: millor actor (Luis Tosar), millor actriu (Leonor Watling), millor fotografia i millor música.[2]
- Nominació al Premi Butaca a la millor actriu catalana de cinema (Mercè Sampietro).
- Nominació a cinc Premis Goya: millor disseny de vestuari, millor maquillatge i perruqueria, millor música original, millor guió original i millor actriu de repartiment (Mercè Sampietro).
- Nominació al Gran Premi del Jurat en el Festival de Cinema de Sundance per a Joaquim Oristrell.